# Даунвеллинг
Даунвеллинг (англ. Downwelling) — это процесс опускания одних слоёв материала (чаще всего жидкости) под другие. Зачастую материал с большей плотностью опускается под материал с меньшей плотностью, например холодная солёная вода под тёплую и более пресную в океане или холодный воздух под тёплый в атмосфере. Это нисходящий поток в конвекционной ячейке и процесс обратный апвеллингу, оба они являются механизмами термохалинной циркуляции в океане.

## Прибрежный даунвеллинг
Механизм образования прибрежного даунвеллинга обратен механизму образования прибрежного апвеллинга. В Северном полушарии ветер дующий на север вдоль восточных границ океанов и на юг вдоль западных вызывает течение, которое в результате действия силы Кориолиса отклоняется вправо, то есть направлено к берегу (см. экмановская спираль). В итоге поверхностные воды сгоняются к берегу и погружаются на глубину. Обычно поверхностные воды более тёплые, но несмотря на это, в результате динамического процесса, они попадают в нижележащие слои океана, а вместе с ними туда перемещаются тепло и растворённые вещества, в частности кислород. Зоны даунвеллинга отличаются малой биологической продуктивностью, поскольку на поверхность не поступают биогены, как это происходит при апвеллинге.

## Другие виды даунвеллинга
В океане даунвеллинг может возникнуть также в антициклонических океанских вихрях, вращающихся по часовой стрелке в Северном полушарии и создающих конвергенцию у поверхности моря.
В тектонике даунвеллинг означает погружение относительно холодных потоков магмы.